# Chi Cối xay

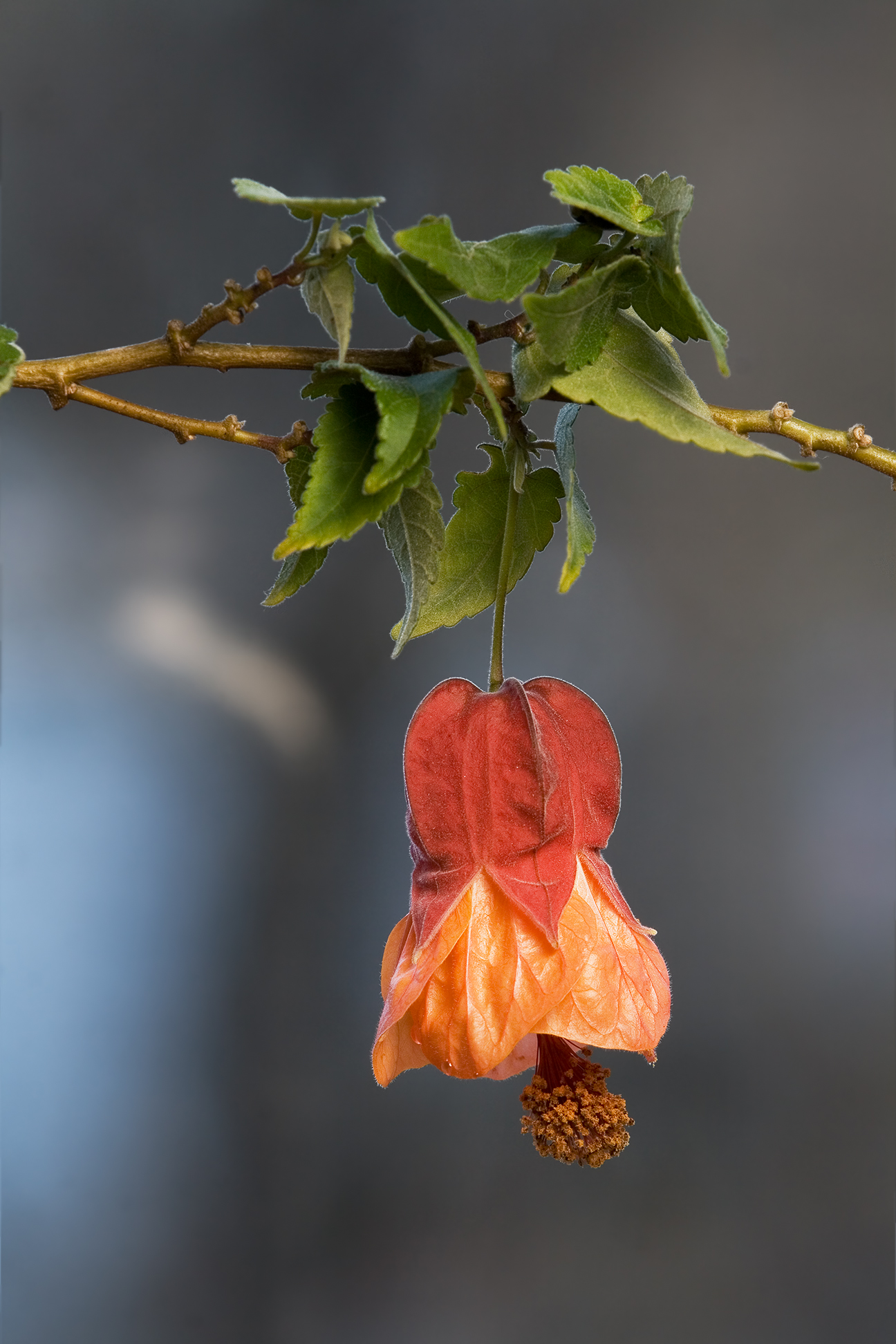
Abutilon × hybridum giống 'Patrick Synge'

Chi Cối xay (danh pháp: Abutilon) là chi lớn chứa khoảng 150 loài cây thường xanh lá rộng thuộc họ Cẩm quỳ. Chi Cối xay gồm các loài cây hàng năm, cây lâu năm, cây bụi, cây gỗ nhỏ, cao từ 1 m đến 10 m, phân bố tại các vùng nhiệt đới và cận nhiệt đới trên tất cả các lục địa. 
Tên Latin của chi này có nguồn gốc từ tiếng Ả Rập أبو طيلون = Abu Tilon.

## Các loài
- A. abutiloides (Jacq.) Garcke
- A. albescens Miq.
- A. auritum (Wall. ex Link) Sweet
- A. bedfordianum (Hook.) A.St.-Hil.
- A. berlandieri Gray ex S.Watson
- A. bidentatum A. Rich.
- A. buchii Urb.
- A. darwinii Hook.f.
- A. eremitopetalum Caum
- A. fruticosum Guill. & Perr.
- A. giganteum (Jacq.) Sweet
- A. grandiflorum G.Don
- A. grandifolium (Willd.) Sweet
- A. greveanum (Baill.) Hochr.
- A. hirtum (Lam.) Sweet
- A. hulseanum Torr. ex A.Gray
- A. hypoleucum A.Gray
- A. incanum (Link) Sweet
- A. indicum (L.) Sweet
- A. insigne Planch.
- A. julianae Endl.
- A. lauraster Hochr.
- A. leonardi Urb.
- A. leucopetalum (F.Muell.) F.Muell. ex Benth.
- A. listeri Baker f.
- A. longicuspe Hochst. ex A. Rich.
- A. malacum S. Watson
- A. mauritianum (Jacq.) Medik.
- A. megapotamicum A.St.-Hil. & Naudin
- A. menziesii Seem.
- A. mollicomum (Willd.) Sweet
- A. mollissimum
- A. muticum
- A. niveum Griseb.
- A. palmeri A.Gray
- A. parishii A.Watson
- A. parvulum A.Gray
- A. pauciflorum A.St.-Hil.
- A. permolle (Willd.) Sweet
- A. pictum (Gillies ex Hook.) Walp.
- A. pitcairnense Fosberg
- A. purpurascens (Link) K.Schum.
- A. reflexum (Juss. ex Cav.) Sweet
- A. ramiflorum A.St.-Hil.
- A. reventum S.Watson
- A. sachetianum Fosberg
- A. sandwicense (O.Deg.) Christoph.
- A. sellowianum (Klotzsch) Regel
- A. theophrasti Medik.
- A. thurberi A.Gray
- A. thyrsodendron Griseb.
- A. trisulcatum (Jacq.) Britton & Millsp.[3]
- A. venosum Lem.
- A. virginianum Krapov.
- A. wrightii A.Gray

### Loài lai
- Abutilon × hybridum
- Abutilon × milleri (A. megapotamicum × A. pictum)
- Abutilon × suntense (A. ochsenii × A. vitifolium)

### Các loài từng được xếp vào Chi Cối xay
- Bakeridesia integerrima (Hook.) D.M.Bates (tên cũ A. chittendenii Standl.)
- Briquetia spicata (Kunth) Fryxell (tên cũ A. spicatum Kunth)
- Corynabutilon ochsenii (Phil.) Kearney (tên cũ A. ochsenii (Phil.) Reiche)
- Corynabutilon vitifolium (Cav.) Kearney (tên cũ A. vitifolium (Cav.) C.Presl)[4]

## Thư viện ảnh

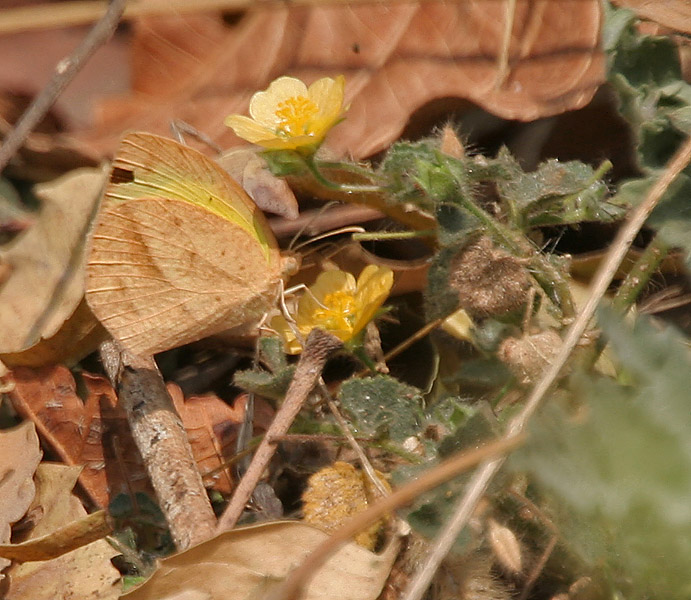
Abutilon hirtum
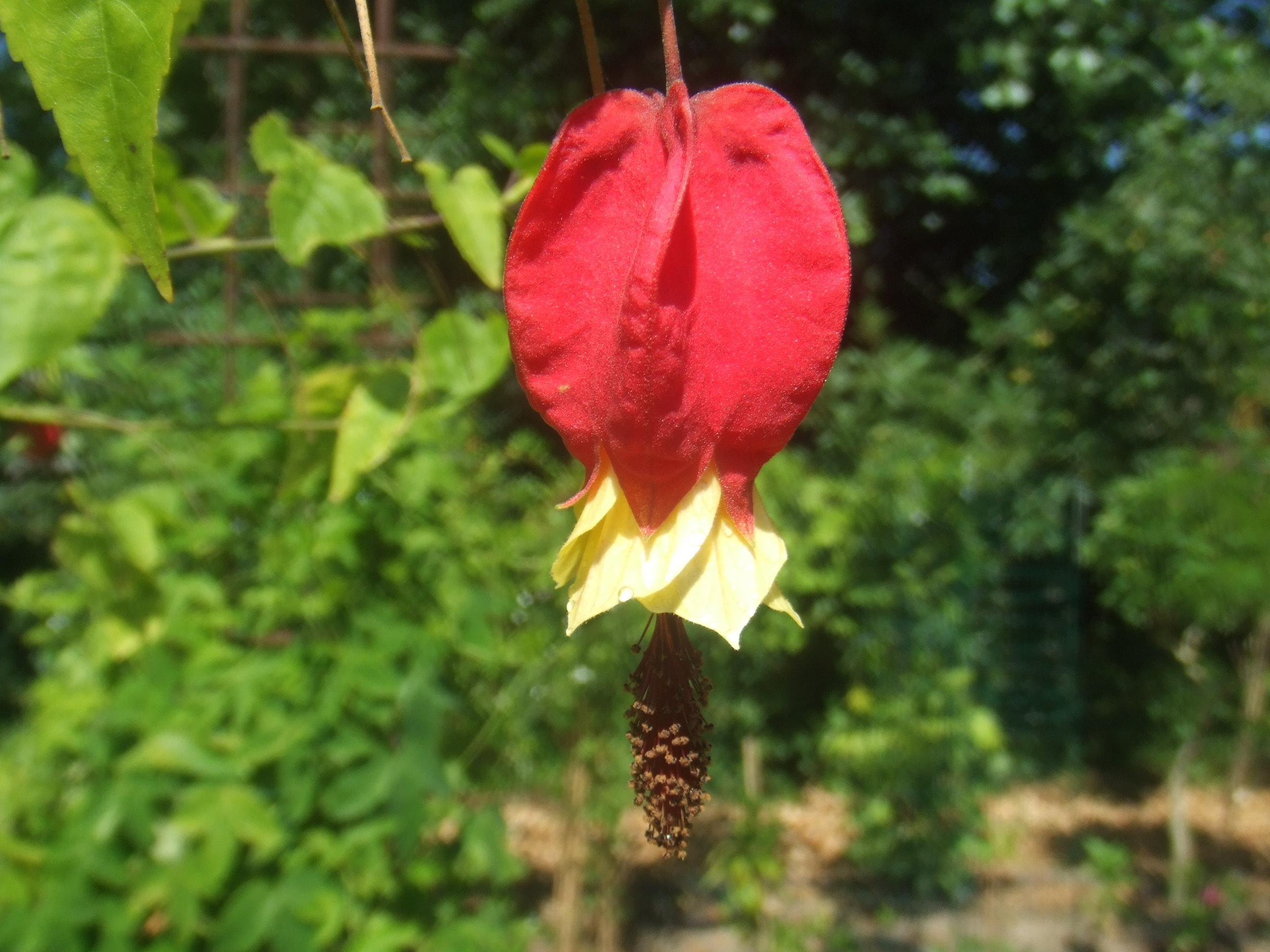
Hoa của A. megapotamicum
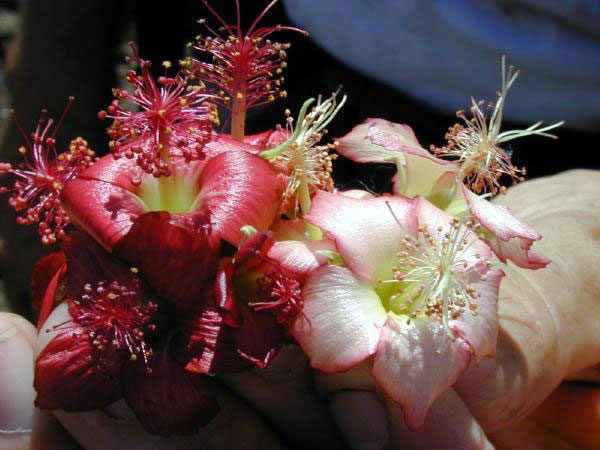
Hoa A. menziesii
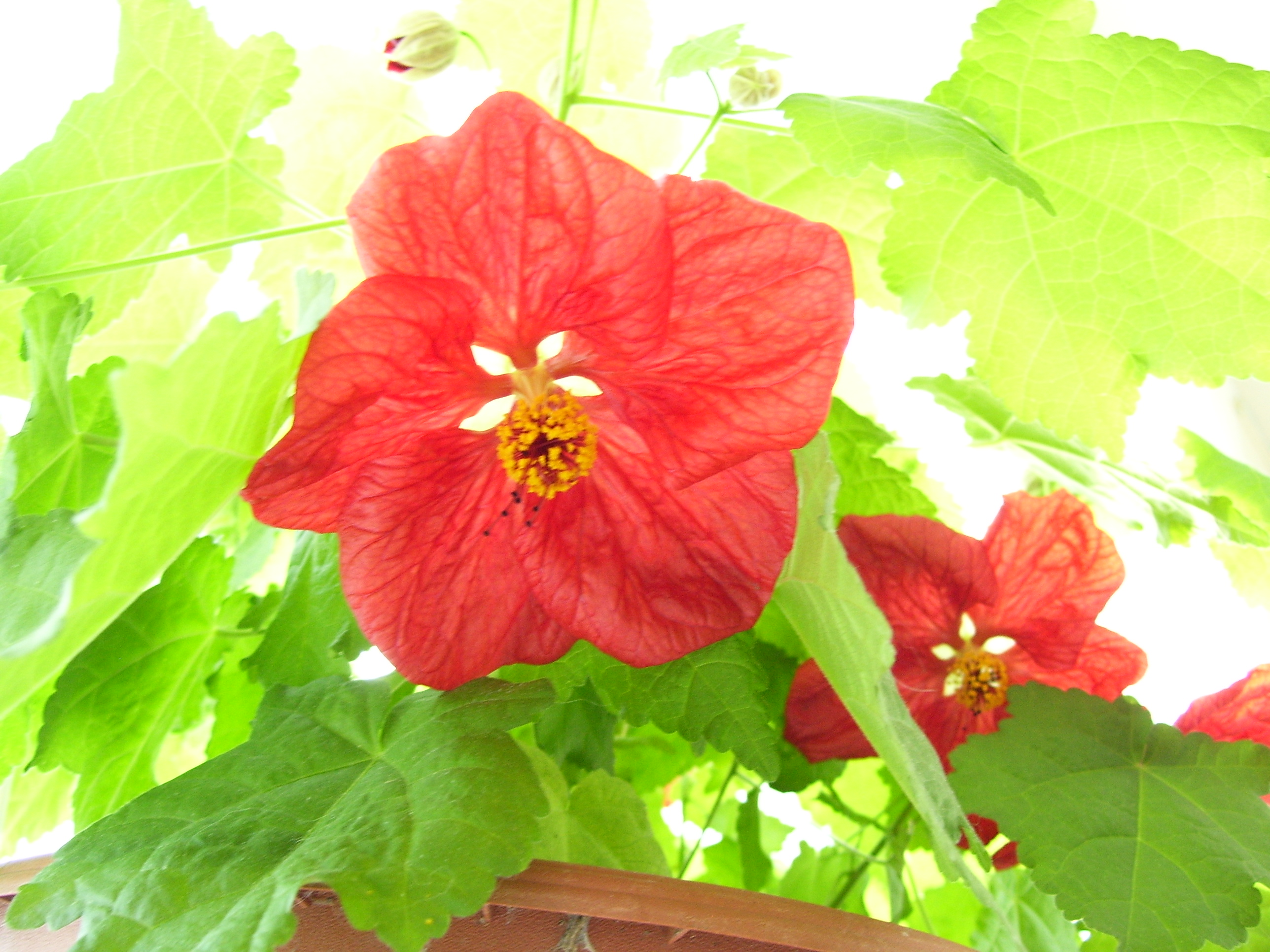
Cây trồng có tên tiếng Anh "Bella Red Flowering Maple"